# 盐湖股份
青海盐湖工业股份有限公司（深交所：000792，简称：盐湖股份）是中國最大的鉀肥生產商，總部位於青海格爾木察爾汗，主營生產「鹽橋牌」鉀化肥。該產品在化肥行業中的鉀肥排名全國第一位，佔中國鉀肥生產量和國產鉀肥銷售額的96%。公司在1997年成立，同年在深圳證券交易所上市。公司有兩個主要股東，包括鹽湖集團及中化集團。

## 链接
- 官方网站